# Suizhong
Suizhong (en chino, 绥中; pinyin, Suízhōng) es un condado  bajo la administración directa de la Prefectura Huludao en la Provincia de Liaoning, República Popular China.  Su área es de 2780 km² y su población total para 2010 superó los 580 mil habitantes. 

## Administración
Desde julio de 2020, el  Condado Suizhong se divide en 25 pueblos que se administran en 14 poblados,  5 villas y 6 villas étnicas. 